# 海蝰
海蝰（学名：Hydrophis viperinus）为眼镜蛇科海蛇屬 的海蛇，俗名黑尾海蛇

## 描述
鱗片呈六角形，並列排列，頸部有27–34列鱗片，體中段為37–50列；腹鱗數為226–274枚，前段寬度約為身體寬度的一半，往後逐漸變窄，寬度約為相鄰體鱗的兩倍，或略小；頭部鱗片完整，鼻孔位於上方，鼻鱗彼此接觸；前額鱗長於寬，未接觸上唇鱗；有1枚、偶爾為2枚前眶鱗，以及1–2枚後眶鱗；上唇鱗有7至9枚，其中3–5枚接觸眼睛（有時為3–4或4–5枚）；通常有1枚前顳鱗，偶爾為2或3枚；體色大致為雙色，上側為灰色，下側為白色，兩者在體側界線明顯，經常有25–35個深色菱形斑點，少見深色橫帶。
總體長度：雄蛇925 毫米，雌蛇820 毫米；尾長：雄蛇100 毫米，雌蛇80 毫米。

## 分布
分布於印度洋北部海岸與西太平洋：從波斯灣至印度、印尼及中國南部。IUCN列出以下國家：巴林、孟加拉、柬埔寨、中國、印度（安達曼群島、尼科巴群島）、印尼、伊朗、伊拉克、日本、科威特、馬來西亞、緬甸、阿曼、巴基斯坦、菲律賓、卡達、沙烏地阿拉伯、新加坡、斯里蘭卡、台灣、泰國、阿拉伯聯合大公國與越南。